# 炎のテキサス・レンジャー
『炎のテキサス・レンジャー』 (原題：Walker, Texas Ranger) は、アメリカ合衆国のCBSで1993年から2001年まで放送されたテレビドラマシリーズ。一話完結型の刑事ドラマ、サスペンスを軸としており、アクション俳優のチャック・ノリスはこの作品を経てハリウッドスターとしての地位を確立したことで知られる。第8シーズンまでの計203話が放送された。
2021年には、リブート版が『ウォーカー』のタイトルで制作されている。

## あらすじ
コーデル・ウォーカーはテキサス州北西部のタラント郡、フォートワースを中心に活躍する州警備隊テキサス・レンジャーの隊員。コソ泥やチンピラから金持ちや政府高官であろうと悪い奴は絶対に許さないという強い正義感の持ち主で武術と射撃の達人でもあり、親友でパートナーのジミー・トリベット、郡の美人検察官アレックス、そして退役レンジャーで地元の居酒屋を経営するCDらとともにテキサスの治安を守る。

## 登場人物

### 主人公
コーデル・ウォーカー (Cordell Walker)
演：チャック・ノリス (Chuck Norris)、吹替：谷口節
名実共にタラント郡最高のテキサスレンジャー、アメリカ先住民の父親と白人の母親のもとに生まれる。両親は幼いころに他界。叔父であるアンクル・レイに育てられる。若いころに海兵隊に志願。特殊部隊で偵察や斥候を行い、ベトナムでは数々の殊勲をあげた。除隊後テキサスレンジャーになる。武術と射撃の達人。

### ウォーカーの仲間たち
ジェームズ・トリベット〈ジミー〉 (James Trivette)
演：クラレンス・ギリヤード (Clarence Gilyard)、吹替：鳥海勝美
ウォーカーのパートナーにして親友。黒人であることから保守的な白人から度々差別を受ける目にあう。大学出のインテリ。身体能力が高く、レンジャーになる前はNFLのダラス・カウボーイズの選手であったが肩を痛めてしまい引退。コンピュータやデータを駆使した捜索に自信をもっており、古風で西部開拓時代のような考え方のウォーカーと時々対立することもある。
アレックス・ケイヒル (Alex Cahill)
演：シェリー J・ウィルソン (Sheree J. Wilson)、吹替：水谷優子
タラント郡の敏腕検事。ウォーカーと同様で正義感が強い。ひそかにウォーカーに想いを寄せている。
C・D・パーカー (C.D. Parker)
演：ノーブル・ウィリンガム (Noble Willingham)、吹替：富田耕生
元テキサスレンジャー。現在は引退してフォートワースで居酒屋CDを経営する。ウォーカーやトリベットのよき相談役。
フランシス・ゲイジ (Francis Gage)
演：ジュドゥソン・ミルズ (Judson Mills)、吹替：蓮池龍三
本国のシーズン8第2話から加入。
シドニー・クック (Sydney Cooke)
演：ニア・ピープルズ (Nia Peeples)、吹替：弓場沙織
本国のシーズン8第2話から加入。

### その他
レイ・ファイヤーウォーカー〈アンクル・レイ〉 (Ray Firewalker)
演：フロイド・ウェスターマン (Floyd 'Red Crow' Westerman)、吹替：大山高男
ウォーカーの育ての親。アメリカ先住民。

### ゲストスター

#### アクター & アクトレス
- マルコ・サンチェス (Marco Sanchez) - 探偵カルロス・サンドバル...（16エピソード、1997年から1999年）
- マーシャル・R・ティーグ (Marshall R. Teague) - エミール・ラヴォキャット...（8エピソード、1993年から2001年）
- マイク・ノリス (Mike Norris) - ディーン・ワトキンス...（8エピソード、1993年から2001年）
- リチャード・フォルマー (Richard Folmer) - ベニー・サルヴィーノ...（4エピソード、1995年から1997年）
- リュー・テンプル (Lew Temple) - ルイ...（4エピソード、1996年から2001年）
- ロッド・テイラー (Rod Taylor) - ゴードン・ケーヒル（4エピソード、1996年から2000年）
- ネッド・ロメロ (Ned Romero) - ヘンリー・ファイブキルズ判事...（4エピソード、1998から2000年）
- ロバート・フラー (Robert Fuller) - ウェイドハーパー...（4エピソード、1997年から2001年）
- マイケル・アイアンサイド (Michael Ironside) - ノーラン・ピアース...（4エピソード、2000年）
- T・J・サイン (T. J. Thyne) - ウォレス・スラウセン...（4エピソード、2000年）
- テリー・カイザー (Terry Kiser) - チャーリー・ブルックス...（3エピソード、1997年）
- ジュリア・ニクソン＝ソウル (Julia Nickson-Soul) - スーザン・リー...（3エピソード、1996年から1998年）
- ジェフ・コーバー (Jeff Kober) - クルト・ニューヨークフィル...（3エピソード、1994年から1997年）
- ジェームス・ドルーリー (James Drury) - キャプテン・トム・プライス...（3エピソード、1993年）
- ラリー・マネッティ (Larry Manetti) - シェルビー...（3エピソード、1993年から2000年）
- ジョナサン・ヘイズ (Jonathan Haze) - バウアーズ...（3エピソード、1993年から1994年）
- アンドリュー・ディヴォフ (Andrew Divoff) - アルベルト・カルドサ...（3エピソード、1995年から2000年）
- スティーヴン・マクハティ (Stephen McHattie) - トーマス・オープンショー...（3エピソード、1996年から1999年）
- マックス・ゲイル (Max Gail) - ダン・ランディー...（2エピソード、1995）
- マイケル・パークス (Michael Parks) - カレブ・フック...（2エピソード、1996年から1999年）
- ブライオン・ジェームズ (Brion James) - レイファー・コブ...（2エピソード、1997）
- ジョン・ニュートン (John Newton) - ジョーイプラド...（2エピソード、1997）
- トビン・ベル (Tobin Bell) - カール・ストーム...（2エピソード、1998）
- シャーマン・ハワード (Sherman Howard) - ミスター・バロウズ...（2エピソード、1995年から1997年）
- エリヤ・バスキン (Баскин, Илья Залманович) - コー・ユーリ・ペトロフスキー...（2エピソード、1993年から1996年）
- カーメン・アルジェンツィアノ (Carmen Argenziano) - ジョージ・ビッカース...（2エピソード、1994から1997年）
- クリフトン・コリンズ・Jr (Clifton Collins, Jr.) - フィト（2エピソード、1996）
- グウェン・ヴァードン (Gwen Verdon) - メイジー・ホイットマン（2エピソード、1997年から1999年）
- グランド・L・ブッシュ (Grand L. Bush) - アンドロス...（2エピソード、1998から1999）
- マイケル・ボーウェン (Michael Bowen) - J・C・ビール...（2エピソード、1994から1998年）
- マーク・アレイモ (Marc Alaimo) - ラマー...（2エピソード、1995から1998まで）
- ロバート・フォスター (Robert Forster) - レーンティルマン...（2エピソード、1995年から1997年）
- バート・ヤング (Burt Young) - ジャック・“ソルジャー”・ベルモント...（2エピソード、1996から1997年）
- サム・J・ジョーンズ (Sam J. Jones) - ミック・スタンレー...（2エピソード、1993年から1997年）
- ジョヴァンニ・リビシ (Giovanni Ribisi) - トニー・キングストン...（2エピソード、1994）
- マイケル・ベック (Michael Beck) - アダム・マグワイア...（2エピソード、1996から1998年）
- マイケル・グレイアイズ (Michael Greyeyes) - ブライアン・ファルコン...（2エピソード、1999）
- バック・テイラー (Buck Taylor) - ローガン・リノ...（2エピソード、1995年から1996年）
- キャリー・ハミルトン (Carrie Hamilton) - メアリー・ベス・マッコール（2エピソード、1995）
- 岩松マコ (Mako Iwamatsu) - ヘンリー・リー医師...（2エピソード、1997年から2000年）
- マッケンジー・フィリップス (Mackenzie Phillips) - エレン・シムズ（2エピソード、1997）
- ジュディ・エレーラ (Judy Herrera) - レイチェル・ファルコン（2エピソード、1999年）
- クライド・クサツ (Clyde Kusatsu) - 探偵ダニーチョ...（2エピソード、1994から1997年）
- ハーレイ・ジョエル・オスメント (Haley Joel Osment) - ルーカス・シムズ...（2エピソード、1997年）
- マイケル・ホース (Michael Horse) - ジョン・レッドクラウド...（2エピソード、1999年）
- ジョセフ・ボトムズ (Joseph Bottoms) - トム・ウィルソン...（2エピソード、1997年）
- ミューズ・ワトソン (Muse Watson) - フレディ・フォーブス...（2エピソード、1999年）
- エド・ローター (Ed Lauter) - シラス・ベトー...（2エピソード、1997年）
- メリッサ・マクブライド (Melissa McBride) - レイチェル・ウッズ医師...（2エピソード、1997年）
- ブラッド・ホーキンス (Brad Hawkins) - ウェイド・コルトレーン...（2エピソード、1999年）
- トッド・ロウ (Todd Lowe) - ジャッキー・ペラルタ...（2エピソード、1997から1999年）
- サム・ヘニングズ (Sam Hennings) - J・T・ブロディ...（2エピソード、1999）
- ティム・グリフィン (Tim Griffin (actor)) (Tim Griffin) - バートヴァレン...（2エピソード、1997）
- ダニー・トレホ (Danny Trejo) - ジョー・ロペス...（2エピソード、1998から1999年）
- ジェリー・ヘインズ (Jerry Haynes) - アベ・スティーグラー裁判官...（2エピソード、1994年から2001年）
- シェラミー・リー (Cherami Leigh) - アメリア・アレン...（2エピソード、1996から1999年）
- コーディ・リンリー (Cody Linley) - グリフィン・ポープ...（2エピソード、1999年から2001年）
- M・C・ゲイニー (M. C. Gainey) (M. C. Gainey) - クレイグ...（2エピソード、1993から2000年）
- アンドリュー・ローゼンバーグ (Andrew Rothenberg) - ボイド・スクラントン...（2エピソード、1999年から2001年）
- フランク・スタローン (Frank Stallone) - B・J・ロンソン...（2エピソード、1999年から2001年）
- トム・ボズリ (Tom Bosley) - 大臣...（2エピソード、2000年）
- フランソワ・チャウ (François Chau) - チェン...（2エピソード、2000年）
- トニー・デニソン (Anthony Denison) - マイケル・ウェストモーランド...（2エピソード、2000年）
- アレックス・ロッコ (Alex Rocco) - ジョニー・ジョヴァンニ‘ロッシーニ’ローズ...（2エピソード、2000年）
- ゲイラード・サーテイン (Gailard Sartain) - C・D・パーカー...（1エピソード、1993年）
- デヴィッド・ハドルストン (David Huddleston) - フェリス・クレイトン...（1エピソード、1994年）
- ジェフリー・ルイス (Geoffrey Lewis) - シェリフ・ボーラングレー...（1エピソード、1994年）
- アイリーン・ブレナン (Eileen Brennan) -  ジョエル...（1エピソード、1995年）
- ロバート・カルプ (Robert Culp) - ライル・パイク...（1エピソード、1995年）
- ビリー・ドラゴ (Billy Drago) - ランニング・ウルフ...（1エピソード、1995年）
- クルー・ギャラガー (Clu Gulager) - デューク・ジャミソン...（1エピソード、1995年）
- マーティン・コーヴ (Martin Kove) - フレッド・キンブル...（1エピソード、1995年）
- ブライアン・クラウズ (Brian Krause) - ビリー・クレイマー...（1エピソード、1995年）
- エド・オロス (Ed O'Ross) - マックス・ケール...（1エピソード、1995年）
- スティーヴ・レイルズバック (Steve Railsback) - ジェリー・リー・スターク...（1エピソード、1995年）
- ロビン・サックス (Robin Sachs) - フィリップ・ブルーチャド...（1エピソード、1995年）
- エドワード・アルバート (Edward Albert) - テイラー・グリフィン...（1エピソード、1996年）
- トニー・ベッカー (Tony Becker) - ハーラン・ブリッジ...（1エピソード、1996年）
- ルカ・バーコヴィッチ (Luca Bercovici) - ウェイド・アトキンス...（1エピソード、1996年）
- ロバート・イングランド (Robert Englund) - ライル・エッカート...（1エピソード、1996年）
- ジョン・サヴェージ (John Savage ) - バート・ホーキンス曹長...（1エピソード、1996年）
- ロバート・ヴォーン (Robert Vaughn) - スチュワート・リイザー医師...（1エピソード、1996年）
- アンソニー・ザーブ (Anthony Zerbe) - ジョーイ・ギャロウェイ...（1エピソード、1996年）
- ポール・グリーソン (Paul Gleason) - ハロルド・ペイトン医師...（1エピソード、1997年）
- ジェニファー・グラント (Jennifer Grant) - エレンジョーダン・ギャレット...（1エピソード、1997年）
- ダン・ラウリア (Dan Lauria) - サルヴァトーレ・マタシオ...（1エピソード、1997年）
- ジェームズ・ピケンズ・Jr (James Pickens, Jr.) - ルーサー・パリッシュ刑事...（1エピソード、1997年）
- カイラ・プラット (Kyla Pratt) - カイラ・ジャーヴィス...（1エピソード、1997年）
- クラレンス・ウィリアムズ3世 (Clarence Williams III) - ルーサー・ドブス副長官...（1エピソード、1997年）
- トーマス・アラナ (Tomas Arana) - ジャック・マンデル...（1エピソード、1998年）
- ルーク・アスキュー (Luke Askew) - ロジャー・デーンズフィールド...（1エピソード、1998年）
- マイク・コナーズ (Mike Connors) - アーサー・マックスパデン裁判官...（1エピソード、1998年）
- マーティ・インゲルス (Marty Ingels) - マレー...（1エピソード、1998年）
- スティーヴン・マクト (Stephen Macht) - バック・コバーン...（1エピソード、1998年）
- ジョン・シュナイダー (John Schneider) - ヤコブ・クロス...（1エピソード、1999年）
- レイン・スミス (Lane Smith) - ソーントン・パワーズ牧師...（1エピソード、1999年）
- アキ・アレオン (Aki Aleong) - ヨッシー・サカイ...（1エピソード、1993年）
- ブルース・マッギル (Bruce McGill) - ブーン・ワクスウェル...（1エピソード、1993年）
- ヒル・ハーパー (Hill Harper) - B・J・メイズ...（1エピソード、1994年）
- パトリック・キルパトリック (Patrick Kilpatrick) - ライル・ガスリー...（1エピソード、1994年）
- ダニカ・マッケラー (Danica McKellar) - ローリー・マストン...（1エピソード、1994年）
- マーク・メトカーフ (Mark Metcalf) - ノーヴアル・ヘイズ...（1エピソード、1994年）
- イアン・オギルビー (Ian Ogilvy) - シュレッダー・ストナム...（1エピソード、1994年）
- スチュアート・ホイットマン (Stuart Whitman) - ラレド・ジェイク・ボイド...（1エピソード、1994年）
- アレックス・コード (Alex Cord) - ラリー・カーティス...（1エピソード、1995年）
- レイモンド・クルス (Raymond Cruz) - ペレス刑事...（1エピソード、1995年）
- ビル・マッキニー (Bill McKinney) - シェリフ...（1エピソード、1995年）
- アマンダ・ウィス (Amanda Wyss) - アリシア...（1エピソード、1995年）
- リチャード・ハード (Richard Herd) - ジェネラル・ギャリティ...（1エピソード、1996年）
- ピーター・J・ルーカス (Peter J. Lucas) - マックス・カルポフ...（1エピソード、1996年）
- リン・ムーディーズ (Lynne Moody) - シェリー・プレストン...（1エピソード、1996年）
- ジョン・エイモス (John Amos) - ロスコー・ジョーンズ牧師...（1エピソード、1997年）
- ダミアン・チャパ (Damian Chapa) - サンティアゴ‘サントス’ペレス...（1エピソード、1997年）
- スティーブン・フォード (Steven Ford) - D・A・マーク・クラーク...（1エピソード、1997年）
- ザック・ウォード (Zack Ward) - ジェリー‘マッド・ドッグ’サリバン...（1エピソード、1997年）
- カイ＝エリック・エリクセン (Kaj-Erik Eriksen) - テッド・マギー...（1エピソード、1998年）
- ディーン・ノリス (Dean Norris) - デケ・パウエル...（1エピソード、1998年）
- ヴァレリー・ペリン (Valerie Perrine) - マージ・ワイマン...（1エピソード、1998年）
- ミッチ・ピレッジ (Mitch Pileggi) - ポール・グラディ...（1エピソード、1998年）
- リサ・ウィルコックス (Lisa Wilcox) - シスター・メアリー・グレース...（1エピソード、1998年）
- ジェレミー・ラッチフォード (Jeremy Ratchford) - マクスウェル...（1エピソード、1999年）
- サモ・ハン・キンポー (Sammo Hung) - サモ・ロウ...（1エピソード、2000年）
- ルイス・ガスマン (Luis Guzmán) - ゴメス...（1エピソード、1993年）
- アール・ビリングス (Earl Billings) - レヴァー・ディクソン警部補...（1エピソード、1994年）
- フレデリック・コフィン (Frederick Coffin) - テート・ボディー...（1エピソード、1994年）
- ジェームス・モリソン (James Morrison) - ネッド・トラヴィス...（1エピソード、1994年）
- ウィリアム・プリンス (William Prince) - マイルス・ダグラス...（1エピソード、1994年）
- ファビアナ・ウディニオ (Fabiana Udenio) - マリア・アルカンター...（1エピソード、1994年）
- ダーク・ベネディクト (Dirk Benedict) - ブレア...（1エピソード、1995年）
- クリスタル・チャペル (Crystal Chappell) - ステイシー...（1エピソード、1995年）
- ハワード・キール (Howard Keel) - D・L・デイド...（1エピソード、1995年）
- ドリス・ロバーツ (Doris Roberts) - エレイン・ポルトガル...（1エピソード、1995年）
- ドン・ストラウド (Don Stroud) - レイ・ティルデン...（1エピソード、1995年）
- ポール・ウィリアムス (Paul Williams) - タンブルウィード・トム...（1エピソード、1995年）
- モード・アダムス (Maud Adams) - シモーネ・デシャン...（1エピソード、1996年）
- ジョン・デイヴィス・チャンドラー (John Davis Chandler) - ホームレスの男...（1エピソード、1996年）
- リチャード・シャベス (Richard Chaves) - サミュエル・ミルズ・スペシャルエージェント...（1エピソード、1996年）
- ジョン・クラーク (John Clark) - レジー...（1エピソード、1996年）
- アート・エヴァンス (Art Evans) - ウォルト・テイラー...（1エピソード、1996年）
- 奥本雄二 (Yuji Okumoto) - チャン...（1エピソード、1996年）
- キース・ザラバッカ (Keith Szarabajka) - ヘンドリックス...（1エピソード、1996年）
- バート・ジョンソン (Bart Johnson) - ワイアット・マクレイン...（1エピソード、1997年）
- ウィリアム・ジョーダン (William Jordan) - ジャクソン・ブレイク・デュプリー...（1エピソード、1997年）
- アン・ロックハート (Anne Lockhart) - リンダ・モーガン医師...（1エピソード、1997年）
- ランドルフ・マントゥース (Randolph Mantooth) - ジェームズ・リー・クラウン...（1エピソード、1997年）
- ダウンタウン・ジュリー・ブラウン (Downtown Julie Brown) - カサンドラ...（1エピソード、1998年）
- リー・メジャース (Lee Majors) - ベル保安官...（1エピソード、1998年）
- デヴィッド・キース (David Keith) - クリフ・イーグルトン...（1エピソード、1998年）
- トム・アトキンス (Tom Atkins) - ウェイド・カントレル...（1エピソード、1993年）
- ジュディス・ホーグ (Judith Hoag) - レイニー・フランダース...（1エピソード、1993年）
- ジョン・パイパー＝ファーガソン (John Pyper-Ferguson) - クリッター...（1エピソード、1993年）
- ブライアン・クランストン (Bryan Cranston) - ハンク...（1エピソード、1994年）
- エリック・クリスマス (Eric Christmas) - パーカー医師...（1エピソード、1995年）
- チャールズ・フランク (Charles Frank) - ロン・パックウッド...（1エピソード、1995年）
- ブランディ・レッドフォード (Brandy Ledford) - リサ・バーンズ...（1エピソード、1995年）
- ドン・スウェイジ (Don Swayze) - ハリー・ピーターソン...（1エピソード、1995年）
- ジョセフ・カンパネラ (Joseph Campanella) - ビクター・デマルコ...（1エピソード、1996年）
- ポール・ジェンキンス (Paul Jenkins) - ギャビン・マロイ...（1エピソード、1996年）
- ブライアン・キース (Brian Keith) - デル・フォアマン...（1エピソード、1996年）
- マックス・マーティーニ (Max Martini) - （1エピソード、1996年）
- レニ・サントーニ (Reni Santoni) - ドン・カルロス・デル・ベガ・ガルシア...（1エピソード、1996年）
- デヴィッド・ギャラガー (David Gallagher) - チャド・モーガン...（1エピソード、1997年）
- リチャード・ポートナウ (Richard Portnow) - アーヴィング・ロットバルト - ラルー弁護士...（1エピソード、1997年）
- アンドリュー・プライン (Andrew Prine) - ティム・キングストン...（1エピソード、1997年）
- タヴァ・スマイリー (Tava Smiley) - ジェシー・マクレイン...（1エピソード、1997年）
- バーバラ・ベイン (Barbara Bain) - 女子修道院長...（1エピソード、1998年）
- カミーラ・ベル (Camilla Belle) - シンディ・モーガン...（1エピソード、1998年）
- ミカ・ブーレム (Mika Boorem) - ジェニファー・マグワイア...（1エピソード、1998年）
- ヴァラリー・ペティフォード (Valarie Pettiford) - エンジェル・ブレイク...（1エピソード、1998年）
- ケイリー＝ヒロユキ・タガワ (Cary-Hiroyuki Tagawa) - マスター・コウ...（1エピソード、2000年）
- タイニー・リスター・Jr. (Tom Lister Jr.) - ヒックス...（1エピソード、1993年）
- ブライアン・トンプソン (Brian Thompson) - レオ・ケイル...（1エピソード、1993年）
- スーザン・ブレイクリー (Susan Blakely) - メレディス・クランシー...（1エピソード、1994年）
- メアリー・エリザベス・マクグリン (Mary Elizabeth McGlynn) - メリリー・サマーズ...（1エピソード、1994年）
- ミッチェル・ライアン (Mitchell Ryan) - ライリー判事...（1エピソード、1994年）
- ウィルフォード・ブリムリー (Wilford Brimley) - バート・ミューラー...（1エピソード、1995年）
- ウィリアム・スミス (William Smith) - シラス・クイント...（1エピソード、1995年）
- ロイ・シネス (Roy Thinnes) - デイトン大佐...（1エピソード、1995年）
- マーガレット・エイヴリー (Margaret Avery) - メイベル・ジャービス...（1エピソード、1997年）
- ローラリー・ベル (Lauralee Bell) - キム・リバー...（1エピソード、1998年）
- ブランスコム・リッチモンド (Branscombe Richmond) - ディビリー・ジョージ・ブラック・フォックス...（1エピソード、1998年）
- マイケル・フィッシュマン (Michael Fishman) - スネーク...（1エピソード、1999年）
- ジェームズ・レマー (Michael Fishman) - キース・ボルト...（1エピソード、1999年）
- マイケル・ウェルチ (Michael Welch) - アダム・クロスランド...（1エピソード、1999年）
- アンドリュー・ロビンソン (Andrew Robinson) - レオ・ケイブ...（1エピソード、1993年）
- R・G・アームストロング (R. G. Armstrong) - フランク・ダッジ...（1エピソード、1994年）
- レイフォード・バーンズ (Rayford Barnes) - ハリス...（1エピソード、1994年）
- リセ・カッター (Lise Cutter) - パメラ...（1エピソード、1994年）
- トビー・マグワイア (Tobey Maguire) - ダニー・パーソンズ...（1エピソード、1994年）
- ユル・ヴァスケス (Yul Vazquez) - エミリオ・デュラーゾ...（1エピソード、1994年）
- レイ・ワイズ (Ray Wise) - ギャレット・カールソン...（1エピソード、1994年）
- ジョン・ヴァーノン (John Vernon) - クリント・マードック...（1エピソード、1995年）
- コンチャータ・フェレル (Conchata Ferrell) - ロリーン・スミス...（1エピソード、1996年）
- ラッセル・ミーンズ (Russell Means) - ルター・アイアン・シャツ...（1エピソード、1996年）
- カム・クラーク (Cam Clarke) - A・R・Tの声....（1エピソード、1997年）
- ビル・コッブス (Bill Cobbs) - ジーノ・コスタ...（1エピソード、1997年）
- ミラ・クニス (Mila Kunis) - ペッパー...（1エピソード、1997年）
- ウィリアム・カット (William Katt) - キース・ポートマン...（1エピソード、1998年）
- リンダ・パール (Linda Purl) - バーバラ・コンウェイ...（1エピソード、1998年）
- ル・ポール (RuPaul) - ボブ...（1エピソード、1998年）
- クリスティ・アボット (Christie Abbott) - トレイシー・バーネット...（1エピソード、1999年）
- ゲイリー・ビジー (Gary Busey) - ドノバン・リッグス...（1エピソード、1999年）
- グレッグ・ヘンリー (Gregg Henry) - リード・ステッドラー...（1エピソード、1994年）
- L・Q・ジョーンズ (L.Q. Jones) - ビリー・セルカーク...（1エピソード、1994年）
- アダム・ビーチ (Adam Beach) - トミー・ブライト・ホーク...（1エピソード、1995年）
- ティム・オコナー (Tim O'Connor) - ラッセル・スタンレー...（1エピソード、1995年）
- ポール・ウィンフィールド (Paul Winfield) - ロスコー・ジョーンズ牧師...（1エピソード、1998年）
- ジョナサン・バンクス (Jonathan Banks) - シェルビー・バレンタイン...（1エピソード、1994年）
- ジーン・ガブリエル (Gene Gabriel) - ライルス...（1エピソード、1998年）
- ダン・ヒューイット・オーウェンズ (Dan Hewitt Owens) - マネージャー...（1エピソード、1996年）
- ショーン・トーブ (Shaun Toub) - ランス・チャールズ...（1エピソード、1997年）
- エリック・ノリス (Eric Norris) - ゴリラ＃1...（1エピソード、1998年）
- ケン・カーチュバル (Ken Kercheval) - スレイド医師...（1エピソード、1993年）
- スコット・ベイリー (Scott Bailey) - ダニー・ロバーツ...（1エピソード、1999年）
- スティーヴン・バウアー (Steven Bauer) - ロレンツォ・カブラル...（1エピソード、1999年）
- バリー・コービン (Barry Corbin) - ベン・クラウダー...（1エピソード、1999年）
- エリック・エストラーダ (Erik Estrada) - Brockさん...（1エピソード、1999年）
- カレン・E・フラクション (Karen E. Fraction) - ミルハウス判事...（1エピソード、1999年）
- バートン・ギリアム (Burton Gilliam) - フランク...（1エピソード、1999年）
- デビッド・グローエ (David Groh) - ヴィンス・テルミン...（1エピソード、1999年）
- ダニエル・デイ・キム (Daniel Dae Kim) - カーン...（1エピソード、1999年）
- レックス・リン (Rex Linn) - レスター・スタール...（1エピソード、1999年）
- メアリー・ベス・マクドナー  (Mary Elizabeth McDonough) - ジル・アレン...（1エピソード、1999年）
- チャールズ・ネイピア  (Charles Napier) - ワーデン・カイル...（1エピソード、1999年）
- マーク・サリング  (Mark Salling) - ビリー...（1エピソード、1999年）
- リー・アレンバーグ  (Lee Arenberg) - レスター・スクウィッドマン...（1エピソード、2000年）
- シェリー・バーマン  (Shelley Berman) - アイラ・ゴールドバーグ...（1エピソード、2000年）
- アーネスト・ボーグナイン  (Ernest Borgnine) - エディ・ライアン...（1エピソード、2000年）
- 張睿家  (Ray Chang) - カスタマー...（1エピソード、2000年）
- ルーシー・クリスチャン  (Luci Christian) - ヤング・マザー...（1エピソード、2000年）
- オリバー・クラーク  (Oliver Clark) - ラマー医師...（1エピソード、2000年）
- フィル・フォンダカーロ  (Phil Fondacaro) - ビッグ・ハック...（1エピソード、2000年）
- ゲイリー・グラハム  (Gary Graham) - トラヴィス...（1エピソード、2000年）
- アン・ジリアン  (Ann Jillian) - アンジェラ・ロードス上院議員...（1エピソード、2000年）
- ジェームズ・カレン  (James Karen) - 上院議員...（1エピソード、2000年）
- レジー・リー  (Reggie Lee) - チャン...（1エピソード、2000年）
- ツィ・マー  (Tzi Ma) - ジェネラル・ニッケル...（1エピソード、2000年）
- ジェフリー・ディーン・モーガン  (Jeffrey Dean Morgan) - ジェイク・ホバート...（1エピソード、2000年）
- ロジャー・Ｅ・モーズリー  (Roger E. Mosley) - フレッド・カーター...（1エピソード、2000年）
- ロバート・オライリー  (Robert O'Reilly) - マーク・ダンフォード...（1エピソード、2000年）
- ジェシー・プレモンス  (Jesse Plemons) - ラッセル・ジュニア...（1エピソード、2000年）
- クリフトン・パウエル  (Clifton Powell) - ジェームズ・ジャクソン...（1エピソード、2000年）
- エリック・スコット  (Eric Scott) - 三人組のリーダー...（1エピソード、2000年）
- ブルース・ウェイツ  (Bruce Weitz) - キャプテン・ライダー...（1エピソード、2000年）
- ウェイド・ウィリアムズ  (Wade Williams) - ジェローム・カッター...（1エピソード、2000年）
- ジェド・アラン  (Jed Allan) - サム枢機卿...（1エピソード、2001年）
- カルロス・バーナード  (Carlos Bernard) - ラウル‘スカル’イダルゴ...（1エピソード、2001年）
- フランシス・キャプラ  (Francis Capra) - エース...（1エピソード、2001年）
- ブレット・カレン  (Brett Cullen) - ピート・ドレイトン...（1エピソード、2001年）
- カレン・ダグラス  (Cullen Douglas) - ジョニー...（1エピソード、2001年）
- マレーネ・フォルテ  (Marlene Forte) - エレナGuerro...（1エピソード、2001年）
- ニコラス・ゴンザレス  (Nicholas Gonzalez) - フアン・ゲレロ...（1エピソード、2001年）
- ジョシュ・ホロウェイ  (Josh Holloway) - ベン・ワイリー...（1エピソード、2001年）
- テレンス・ノックス  (Terence Knox) - ギャレット教皇...（1エピソード、2001年）
- デヴィッド・リーチ  (David Leitch) - フロイド・ジェサップ...（1エピソード、2001年）
- トニー・ロビアンコ  (Tony Lo Bianco) - トニー・フェレーリ...（1エピソード、2001年）
- メルセデス・マクナブ  (Mercedes McNab) - ヘザー・プレストン...（1エピソード、2001年）
- カリー・ペイトン  (Khary Payton) - ギリス...（1エピソード、2001年）

#### コメディアン
- フレッド・トラバレーナ  (Fred Travalena) - ロス・ペロー...（1エピソード、1995年）
- グレッグ・トラヴィス  (Greg Travis) - ランス・コービン...（1エピソード、2000年）

#### ミュージシャン
- サラ・ヒックマン  (Sara Hickman) - トレイシー・ライト...（3エピソード、1996年から1999年）
- ロバート・ミラバル  (Robert Mirabal) - トールベア...（3エピソード、1998年から1999年）
- マーク・コリー  (Mark Collie) - ダニー・ターポン...（1エピソード、1998年）
- エド・ブルース  (Ed Bruce) - サンダー・マロイ牧師...（1エピソード、1997年）
- ジョン・アンダーソン  (John Anderson) - バスター・ターポン...（1エピソード、1998年）
- リー・ロイ・パーネル  (Lee Roy Parnell) - J・J・タープイン...（1エピソード、1998年）
- マイケル・ピーターソン  (Michael Peterson) - 本人役...（1エピソード、1998年）
- リー・グリーンウッド  (Lee Greenwood) - 本人役...（1エピソード、1995年）
- リラ・マッキャン  (Lila McCann) - ケリー・ワイマン...（1エピソード、1998年）
- パッツィ・リン  (The Lynns) - 本人役...（1エピソード、1999年）
- ペギー・リン  (The Lynns) - 本人役...（1エピソード、1999年）
- ジョーン・ジェット  (Joan Jett) - ダイヤードレー・ハリス...（1エピソード、2000年）
- バーバラ・マンドレル  (Barbara Mandrell) - ニコール・フォーリー...（1エピソード、2000年）
- ディオンヌ・ワーウィック  (Dionne Warwick) - ディオンヌ・ベリー...（1エピソード、2000年）

#### 格闘家
- ロバート・ウォール  (Robert Wall) - ビリー...（15エピソード、1994年から2001年）
- リチャード・ノートン  (Richard Norton) - ジョナス・グレイブス...（8エピソード、1993年から2001年）
- カルロス・マチャド  (Carlos Machado) - 本人役...（3エピソード、1996年から1997年）
- ジープ・スウェンソン  (Jeep Swenson) - ジャンボ・スターク...（2エピソード、1993から1995年）
- シャノン・リッチ  (Shannon Ritch) - バイカー...（2エピソード、2001年）
- キャシー・ロング  (Kathy Long) - ジェーン・カズンズ...（2エピソード、1995年）
- スティーブン・ホー  (Steven Ho) - ヘンリー・ウー...（1エピソード、1997年）
- ヴィニー・カート  (Vinnie Curto) - グーン♯1...（1エピソード、1998年）
- 小幡利城 - 日本の空手インストラクター...（1エピソード、1993年）
- ロディ・パイパー  (Vinnie Curto) - コーディ・“クルセイダー”・コンウェイ...（1エピソード、1998年）
- ジョン・ドッドソン  (John Dodson) - タータン・シャツ...（1エピソード、1997年）
- デビッド・シェルドン  (David Sheldon) - ホス・モーガン...（1エピソード、1994年）
- ランディ・サベージ  (Randy Savage) - ホワイトロー・ランドレン...（1エピソード、1999年）
- フランク・シャムロック  (Frank Shamrock) - ロジャース...（1エピソード、1999年）
- ロバート・アンソニー  (Robert Anthony) - ヘインズ...（1エピソード、2000年）
- スティーブ・ボーデン  (Sting) - グレインガス...（1エピソード、2001年）
- ハルク・ホーガン  (Hulk Hogan) - ブーマー・ナイト...（1エピソード、2001年）
- カン・リー  (Cung Le) - 本人役...（1エピソード、2001年）
- ジャン＝クロード・リビエール  (Jean-Claude Leuyer) - 本人役...（1エピソード、2001年）
- ジョー・ルイス  (Joe Lewis) - 本人役...（1エピソード、2001年）
- ダニー・スティール - 本人役...（1エピソード、2001年）
- ビル・ウォレス  (Bill Wallace) - 本人役...（1エピソード、2001年）
- ドン・“ドラゴン”・ウィルソン  (Don Wilson) - 本人役...（1エピソード、2001年）

#### プロスポーツ選手
- ディオン・サンダース  (Deion Sanders) - 本人役...（2エピソード、1999年）
- エディー・フィオラ  (Eddie Fiola) - チェロキー＃2...（2エピソード、1998から2001年）
- ティム・ライトマン  (Tim Wrightman) - メドゥーノ...（1エピソード、1995年）
- ティム・ワーリー  (Tim Worley) - ニューカッスル＃2...（1エピソード、1996年）
- ティ・マレー  (Ty Murray) - 本人役...（1エピソード、1999年）
- レスター・スパイス  (Lester Speight) - 復讐の天使...（1エピソード、1999年）
- ショーン・ブラッドリー  (Shawn Bradley) - 本人役...（1エピソード、2000年）
- ビジャイ・アムリトラジ  (Vijay Amritraj) - ドクター...（1エピソード、2001年）

#### 武道解説者
- スティーブン・クアドロス  (Stephen Quadros) - ジョン・ウェスリー・“J・W”・マクレーン伍長...（1エピソード、1997年）

#### 実業家
- マーク・キューバン  (Mark Cuban) - マーク・スミス...（3エピソード、2000年）

#### 政治家
- ケイ・ベイリー・ハッチソン  (Kay Bailey Hutchison) - 本人役...（1エピソード、1997年）

#### 伝道師
- ジョン・ジェイコブス  (John Jacobs) - 本人役...（1エピソード、1999年）

#### ニュースアンカー
- クラリス・ティンズリー  (Clarice Tinsley) - レポーター...（1エピソード、1995年）
- ルナ・シラー  (Rene Syler) - バージニア・ワイマン...（1エピソード、2000年）